# Хамдалла, Рами
Рами Хамдалла (араб. رامي حمدالله‎; род. 10 августа 1958, Анабта, Западный берег реки Иордан) — палестинский политический и государственный деятель, учёный, ректор университета Ан-Наджах на Западном берегу реки Иордан. Премьер-министр Государства Палестина с 2 июня 2013 по 10 марта 2019 года.

## Биография

### Молодые годы и образование
Рами Хамдалла родился 10 августа 1958 года в Анабте на Западном берегу реки Иордан. В 1980 году окончил Иорданский университет. В 1982 году получил степень магистра в Манчестерском университете в Великобритании. В 1988 году защитил докторскую диссертацию в области лингвистики в Ланкастерском университете.

### Карьера
В 1982 году Хамдалла был принят на работу в качестве английского инструктора в Национальный университет  Ан-Наджах. В 1998 году был назначен президентом университета. В течение 15 лет нахождения на посту президента университета, он увеличил в три раза число учащихся — до 20 тысяч студентов в 4 кампусах, и открыл студенческую больницу на 400 мест. С 2002 по 2013 год Хамдалла находился на посту генерального секретаря Центральной избирательной комиссии Палестины. В 2011 году он был заместителем председателя комиссии. Хамдалла также работал в Международном валютном фонде и пользовался большим уважением среди представителей международных организаций и стран-доноров.

### На посту премьер-министра Государства Палестина
2 июня 2013 года Хамдалла был назначен премьер-министром Государства Палестина. Ряд источников считает, что Хамдалла является политически независимым деятелем, и его назначение позволяет говорить о некоем прогрессе в процессе примирения между ФАТХ и ХАМАС. Предполагалось, что будет создано правительство технократов, главной задачей которого будет подготовка президентских и парламентских выборов на Западном берегу реки Иордан и в секторе Газа.
6 июля 2013 года Рами Хамдалла официально приступил к исполнению своих обязанностей, приняв присягу в присутствии президента Махмуда Аббаса в его резиденции в Рамаллахе, сменив Саляма Файяда. Он огласил состав нового кабинета, куда вошли 24 министра. Структура нового правительства претерпела некоторые изменения. В частности, Хамдалла упразднил министерства культуры и экологии, а также объединил министерства просвещения и образования. Пост одного из вице-премьеров занял Зияд Абу Амро, который ранее возглавлял внешнеполитическое ведомство. Советником по экономическим вопросам стал бывший глава палестинского инвестиционного фонда Мухаммед Мустафа. Рияд аль-Малики и Саид Абу Али сохранили за собой посты глав МИД и МВД соответственно. Новым министром финансов назначен банкир и экономист Шукри Бишара.
23 июля 2013 года через две недели после назначения Рами Хамдалла ушёл в отставку с поста премьер-министра. До формирования нового правительства Хамдалла продолжил временно исполнять обязанности премьер-министра.
19 сентября Хамдалла сформировал новое правительство.
25 апреля 2014 года Рами Хамдалла подал в отставку.
2 июня в резиденции «Мукатаа» в Рамалле президент Государства Палестина Махмуд Аббас, по итогам заключённого 23 апреля мирного соглашения между ФАТХ и ХАМАС, привёл к присяге новое правительство национального единства под руководством премьер-министра Рами Хамдаллы. В новом технократическом правительстве с 17 министрами, включая 5 христиан, Хамдалла получил пост министра внутренних дел.  
29 января 2019 года президент Палестины Махмуд Аббас принял отставку коалиционного правительства во главе с Хамдаллой. По мнению Bloomberg, отставка кабинета стала результатом стремления Аббаса ослабить влияние исламистского движения ХАМАС. Аббас выразил желание, чтобы в новое правительство вошли только члены Организации освобождения Палестины (включая ФАТХ), лидером которой он является. Одной из причин отставки кабинета Хамдаллы стали так и неурегулированные политические противоречия между двумя группировками — ФАТХ и ХАМАС, по причине которых правительство Палестины фактически не контролировало сектор Газа. В ХАМАС негативно восприняли отставку правительства Хамдаллы и решение Аббаса, усматривая в этом стремление отодвинуть исламистскую группировку от управления Палестиной.